# Winterbourne, Gloucestershire
Winterbourne är en civil parish i Storbritannien.   Den ligger i kommunen South Gloucestershire och riksdelen England, i den södra delen av landet, 170 km väster om huvudstaden London.